# ラユーン＝サキア・エル・ハムラ地方
ラユーン＝サキア・エル・ハムラ地方(ラユーン＝サキア・エル・ハムラちほう、アラビア語：العيون - الساقية الحمراء)はモロッコの地方。ポリサリオ戦線との論争。
約9割の面積でサハラ・アラブ民主共和国と領土問題を抱える。
砂の壁の西はモロッコが、東はサハラ・アラブ民主共和国が統治する。
面積は約12.1万km2、2014年の人口は約36.8万人。
 
首府はアイウン。

## 地理
- 北：ゲルミン＝オウィド・ノウン地方
- 東：モーリタニア
- 南：ダフラ＝オウィド・エッ＝ダハブ地方
- 西：大西洋

に接する。

## 歴史
2015年9月、スマラ州・アイウン＝ブジュール＝サキア・エル・ハムラ地方を合わせて設置された。

## 行政区画

ラユーン＝サキア・エル・ハムラ地方の県

- ブジュール州（英語版）
- スマラ州（英語版）
- アイウン州（英語版）
- タルファヤ州（英語版）